# Centaurea jacea
Centaurea jacea es una especie de planta de la familia de las Asteráceas.

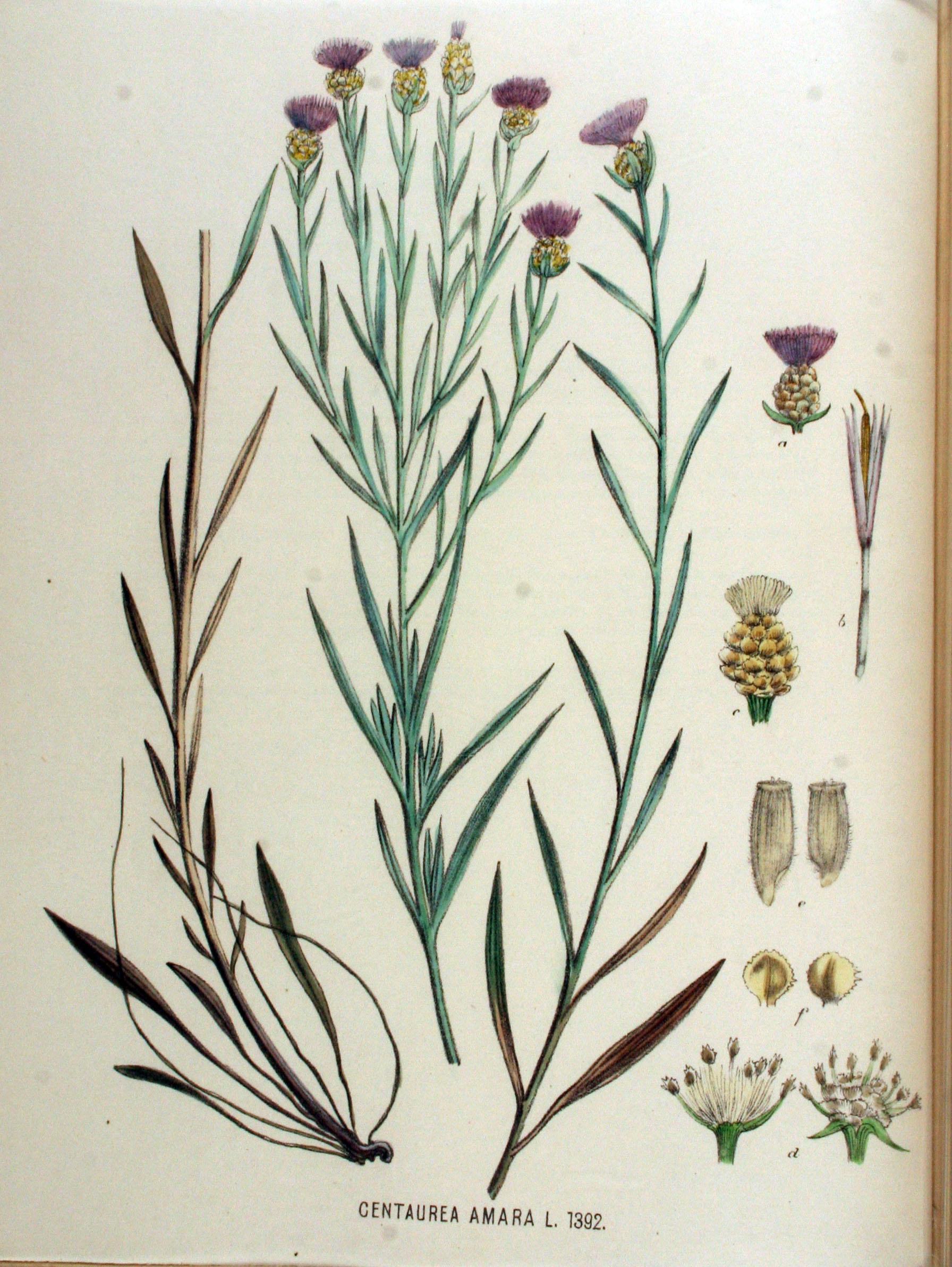
Ilustración.

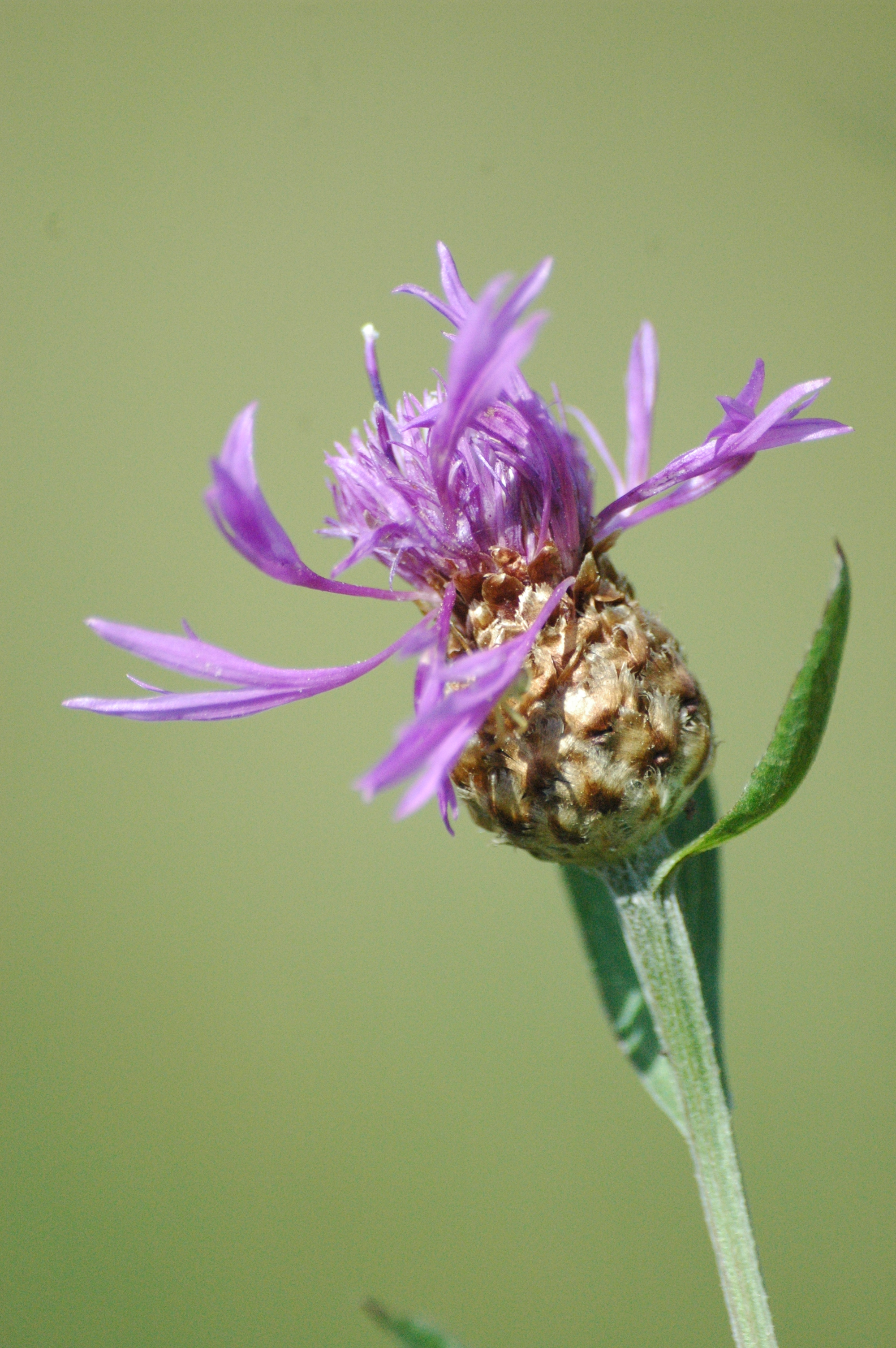
Detalle de la flor.

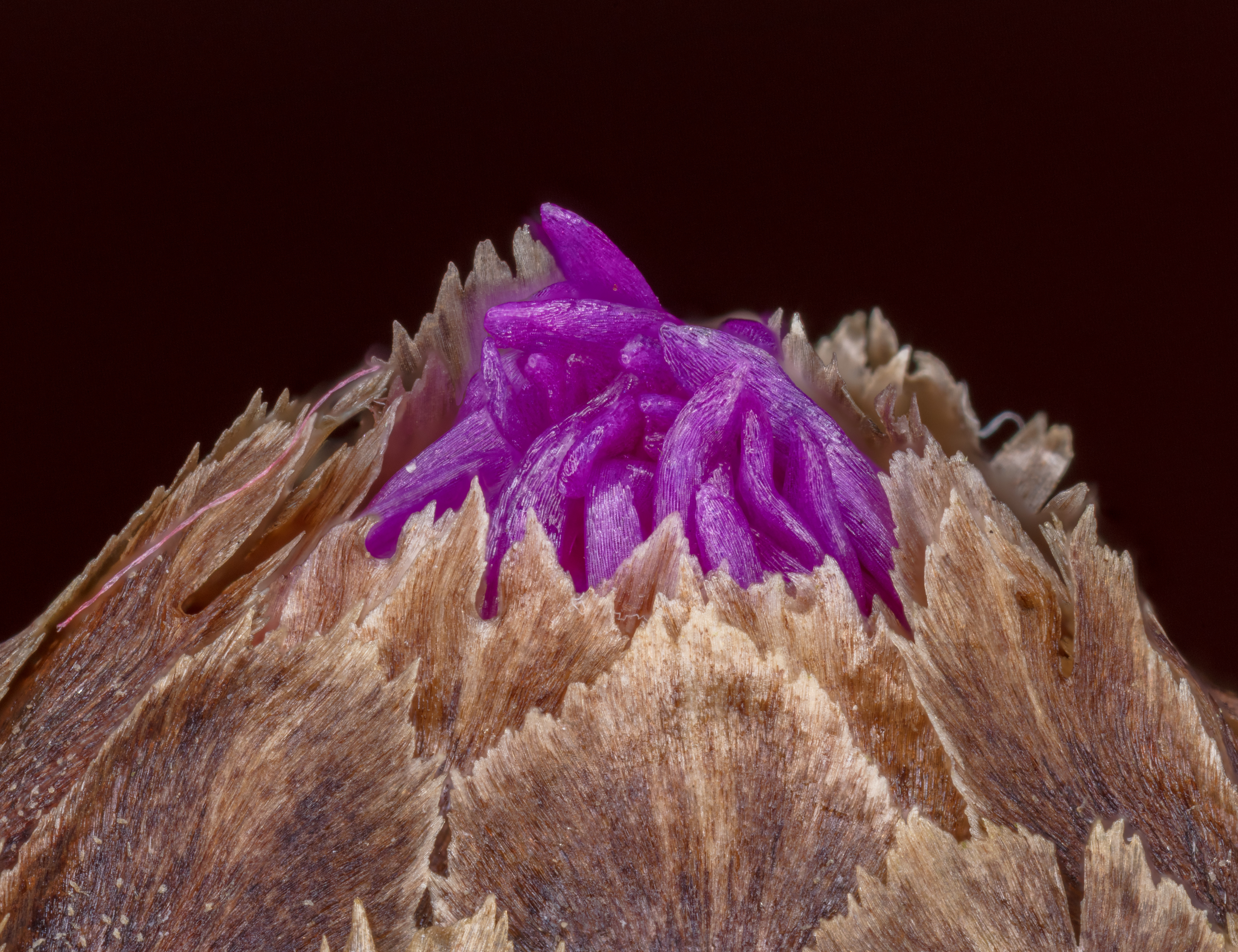
Detalle.

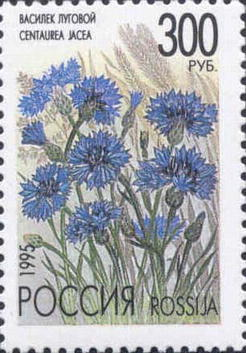
En sello postal de la URSS.

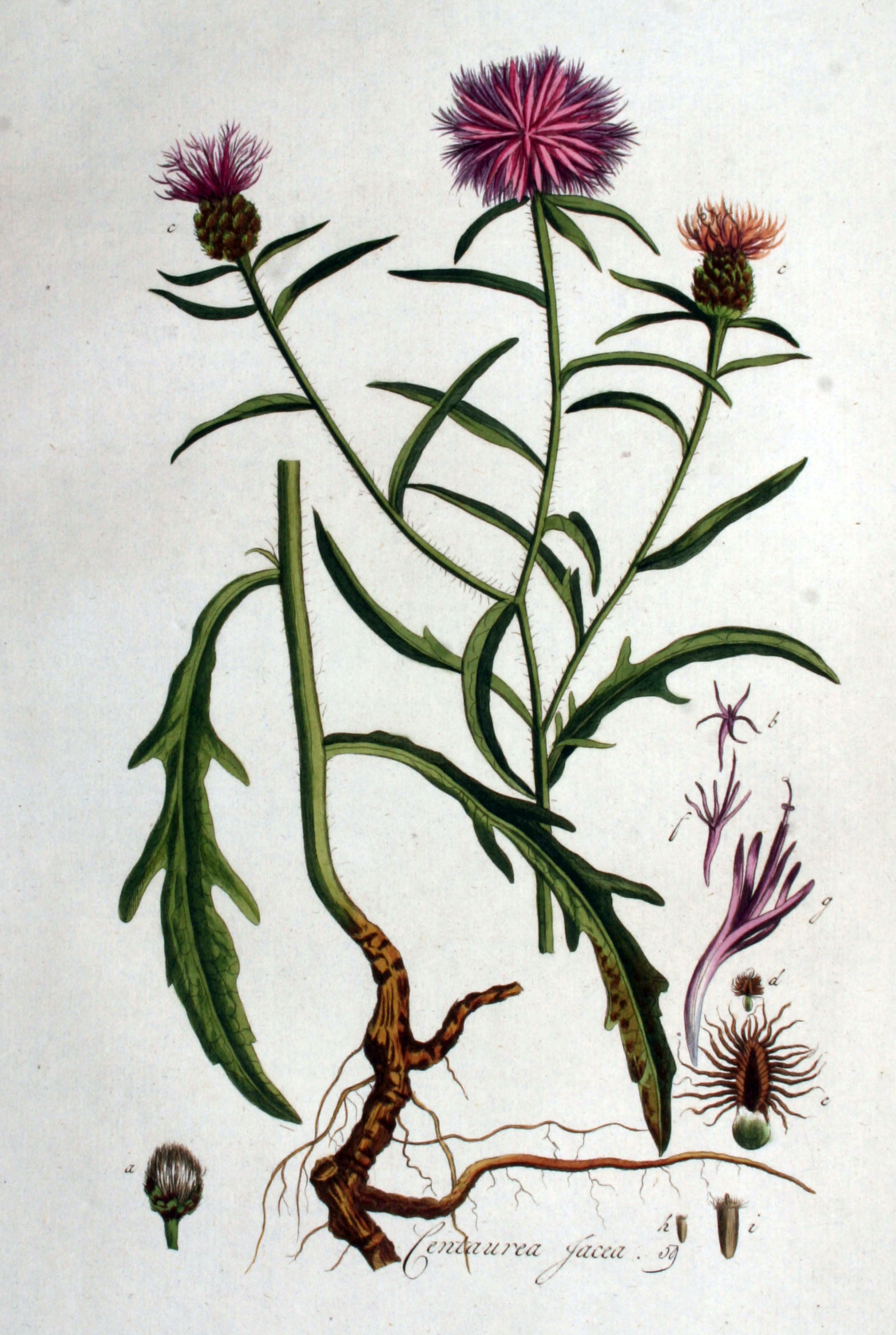
Ilustración.

## Descripción
Es una planta herbácea perenne que alcanza los 10-80 cm de altura, y produce sus flores de color púrpura, principalmente de junio a septiembre.

## Distribución y hábitat
Es nativa de las praderas secas y bosques abiertos de toda Europa.

## Propiedades
Principios activos: contiene centaurina, colorante, potasio, magnesio, tanino, mucílagos.
Indicaciones: se usa como tónico amargo, estomacal, diurético, antitérmico, febrífugo, vulnerario. Se usa como digestivo y para disminuir el ardor producido por las fiebres infantiles. La centaurina es un tónico eficaz en digestiones difíciles. El agua destilada se usa como colirio en conjuntivitis. Se usa la raíz. Se recolecta a finales de verano.

## Taxonomía
Centaurea jacea fue descrita por  Carlos Linneo y publicado en Species Plantarum 2: 914. 1753.
Etimología
Centaurea: nombre genérico que procede del griego kentauros, hombres-caballos que conocían las propiedades de las plantas medicinales.
jacea: epíteto latino que significa "caído, postrado o acostado".
Sinonimia
- Setachna   amara  (L.) Dulac   [1867]
- Centaurea jacea subsp. jungens Gugler [1904]
- Centaurea commutata (W.D.J.Koch) Stankov
- Centaurea amara L. [1763]
- Setachna fimbriata Dulac [1867]
- Rhaponticum jacea (L.) Scop. [1772]
- Jacea supina Lam. [1779]
- Jacea pratensis Lam. [1779]
- Jacea decumbens Delarbre [1800]
- Jacea communis Delarbre [1800]
- Cyanus jacea (L.) P.Gaertn., B.Mey. & Scherb. [1801]
- Centaurea pratensis Salisb.[4]
- Centaurea amara proles amara
- Centaurea variabilis H.Lév.[5]
- Behen jacea Hill
- Calcitrapa jacea (L.) Peterm.
- Calcitrapa pratensis (Salisb.) Peterm.
- Centaurea consimilis
- Centaurea croatica (Hayek) Soest
- Centaurea decumbens Dubois ex Pers.
- Centaurea hastata Gugler
- Centaurea humifusa Gueldenst. ex Ledeb.
- Centaurea jungens Gugler
- Centaurea lacera Simonk.
- Centaurea lusitanica (Hayek) Soest
- Centaurea majuscula (Rouy) Soest
- Centaurea media Gugler
- Centaurea mollis Schleich.
- Centaurea nemophila Jord. ex Nyman
- Centaurea nigrescens Gren. & Godr.
- Centaurea platylepis Peterm.
- Centaurea scopulicola (Rouy) v.Soest
- Centaurea syrmiensis Gugler
- Centaurea viretorum Jord. ex Nyman
- Cyanus collinus
- Cyanus jacea
- Jacea tomentosa Gilib.[6]

subsp. dracunculifolia (Dufour) A.Bolòs
- Centaurea dracunculifolia Dufour
- Jacea thrinciifolia (Dufour) Holub

subsp. forojuliensis (Poldini) Greuter
- Centaurea forojuliensis Poldini

subsp. julica (Hayek) Greuter
- Centaurea haynaldii subsp. julica (Hayek) E.Mayer
- Centaurea haynaldii var. julica Hayek
- Centaurea julica (Hayek) Soest

subsp. substituta (Czerep.) Mikheev
- Centaurea substituta Czerep.
- Jacea substituta (Czerep.) Soják
- Centaurea pannonica subsp. substituta Dostál

subsp. timbalii (Martrin-Donos) Braun-Blanq. & al.
- Centaurea amara subsp. timbalii (Martrin-Donos) Braun-Blanq. & al.
- Centaurea approximata (Rouy) Rouy
- Centaurea timbalii Martrin-Donos
- Centaurea vinyalsii subsp. approximata (Rouy) Dostál

subsp. vinyalsii (Sennen) O.Bolòs & al.
- Centaurea amara subsp. angustifolia Gremli
- Centaurea amara var. mairei Arènes
- Centaurea vinyalsii Sennen

subsp. weldeniana (Rchb.) Greuter
- Centaurea amara subsp. weldeniana (Rchb.) Kušan
- Centaurea weldeniana Rchb.
- Centaurea weldeniana var. balcanica Hayek
- Jacea weldeniana (Rchb.) Holub[7]

## Nombres comunes
- Castellano: cartamo silvestre, cártamo silvestre, escoba blanca y negra, escoba negra, escoba yesquera, hierba de los burros, liebrecilla, yácea de los prados. Altoaragonés: escobera, yerba ojera, yerba rosa. Aragonés: yerba ojera.[8]